# Kay-Achim Heino Schönbach
Kay-Achim Heino Schönbach né le 9 juillet 1965 à Cassel, est un Vizeadmiral de la Bundeswehr dans la Marine allemande . Du 24 mars 2021 au 22 janvier 2022, il est inspecteur de la Marine (de), à la tête de la Marine allemande, placé sous l'autorité de l'inspecteur général de la Bundeswehr. Son service était le commandement naval de la Marine allemande à Rostock.

## Carrière militaire

### Formation
Schönbach a étudié au gymnase Franz-Miltenberger-Gymnasium à Bad Brückenau. Il entre ensuite au service de la Bundeswehr en 1984 et suit la formation d'officier de marine. De 1985 à 1988, il étudie la pédagogie à l'université Helmut Schmidt à Hambourg.

### Officier d'état-major
De 2001 à 2004, Schönbach est chargé de mission pour le ministère fédéral allemand de la défense. En 2008, il prend le commandement de la frégate Schleswig-Holstein puis en 2010 celui de la frégate Mecklenburg-Vorpommern. Il participe alors à l'Operation Enduring Freedom et à l'Opération Atalante dans la Corne de l'Afrique.

### Service comme Vizeadmiral
Schönbach est promu inspecteur de marine le 24 mars 2021, en remplacement du Vizeadmiral Andreas Krause (de),.
Le 22 janvier 2022, Schönbach demande sa mise à la retraite, demande immédiatement satisfaite par la ministre fédérale de la défense Lambrecht. Cette décision fait suite aux déclarations faites par Schönbach lors d'une réunion du think tank Manohar Parrikar Institute for Defense Studies and Analyses (MP-IDSA) à New-Delhi, lesquelles avaient suscité de vives critiques après avoir été mises en ligne sur Youtube et diffusées sur Twitter.
En pleine crise ukrainienne de 2022, Schönbach y avait exprimé sa compréhension pour le président russe Vladimir Poutine en ces termes : « La Russie est-elle vraiment intéressée par une petite bande de terre ukrainienne qu'elle a intégrée à son pays ? Non, c'est un non-sens. Je pense que Poutine met la pression parce qu'il peut le faire. Et il sait qu'il divise l'Union européenne. Mais ce qu'il veut vraiment c'est le respect. Il veut être sur un pied d'égalité et veut le respect. Et, mon Dieu, respecter quelqu'un coûte peu, ne coûte rien. Donc, si on me demandait : est-il facile de lui donner ce respect, qu'il demande vraiment et mérite probablement [...] Il voit dans la Chine une plus grande menace. Même nous, l'Inde, l'Allemagne, avons besoin de la Russie, parce que nous en avons besoin contre la Chine. [...] Il y a une église catholique très radicale, et la Russie est un pays chrétien – même si Poutine est athée, cela ne change rien. » À propos du conflit entre la Russie et l'Ukraine, Schönbach déclare : « La péninsule de Crimée est partie, elle ne reviendra pas, c'est un fait ». Cette déclaration est à l'opposé de la position du gouvernement allemand,.
Face aux nombreuses critiques, Schönbach a exprimé des regrets sur Twitter, indiquant que ces propos reflétaient son opinion personnelle et ne représentaient pas la position officielle de l'Allemagne. Ces mêmes déclarations suscitent un scandale diplomatique, provoquant la convocation de l'ambassadeur d'Allemagne par le ministre ukrainien des Affaires étrangères, qui plus tôt avait dénoncé l'irrecevabilité catégorique des déclarations du commandant allemand concernant la Crimée. Le soir du 22 janvier 2022, Schönbach propose sa démission,.
L'Ukraine est indignée par les déclarations du chef de la marine allemande du 22 janvier. L'ambassadeur ukrainien en Allemagne Andrij Malnyk qualifie la démission de Kay-Achim Schönbach d'insuffisante. L'ambassadrice allemande à Kiev a été invitée à s'expliquer et de nouvelles demandes d'armes lui ont été exprimées.

### Missions à l'étranger
- 1993 Opération Sharp Guard – Officier de quart sur le Jan van Brakel
- 1993 Opération GRAPPLE – Officier de quart sur le Jan van Brakel
- 2004 Opération Active Endeavour – Erster Offizier Fregatte Schleswig-Holstein
- 2006 Opération Enduring Freedom – Premier officier de la frégate Schleswig-Holstein
- 2008/2009 Opération Enduring Freedom – Commandant de la frégate Mecklenburg-Vorpommern
- 2009 Opération Atalante – Commandant de la frégate Mecklenburg-Vorpommern
- 2014 Opération Atalanta – Stabsverwendung als ACOS CJ3 EU HQ Northwood (Großbritannien)
- 2016 Commandant du Standing NATO Maritime Group 2